# Holló Színház
A Holló Színház magyarországi, abszurd humort játszó társulat.
Galla Miklós még a L’art pour l’art Társulat tagjaként vetette fel, hogy a saját művek mellett az angol abszurd humor legjobbjainak jeleneteit is adják elő. Azonban Laár András és Dolák-Saly Róbert nem támogatták a kezdeményezést, így Galla erre a célra 1990-ben megalakította a Holló-színházat. Társai voltak: Kovalik Balázs, Pethő Zsolt és Nagy Natália (utóbbi a L'art pour l'art-ban is együtt játszott Gallával). 1992 őszén csatlakozott Novák Péter, aki Kovalik Balázzsal váltott szereposztásban játszott az előadásokban. A műsorok neves angol humoristák műveinek fordításaira épültek, mint például a Monty Python vagy Peter Cook és Dudley Moore.
1995-ben Galla a fiatal Dózsa Gergellyel közösen létrehozta a Galla és Dózsa Produkciót, ekkor a Holló-színház felfüggesztette működését, ugyanis a két formáció profilja nagyon hasonló volt. 1997-ben felvették a Holló Színház nevet (immár külön írva), majd ismét kiegészültek kvartetté: állandó tag lett a már addig is közreműködő Bor László, valamint csatlakozott Gerle Andrea. Ekkor már a lefordított jelenetek mellett saját szerzemények is műsoron voltak, mivel Galla 1996 végén kilépett a L'art pour l'art Társulatból. Gerle Andrea 1999-ben egészségügyi okok miatt távozott, utóda Bölöni Réka lett. Az új felállásban készült a társulat szóviccekre épülő abszurd sorozata, az Ügyes Lajos Irodája. 2005-ben a társulat Monty Python-estjén első ízben hattagúra bővült felállásban szerepeltek: Galla Miklós, Bor László és Bölöni Réka mellé csatlakozott Győri Péter, Molnár Csaba, valamint a korábban vendégművészként már közreműködő Pável Miklós.

## Albumok
- Karaj (1998)
- Ügyes Lajos Irodája (1999)